# Al-Ahli (Manama)
Al-Ahli Club is een Bahreinse voetbalclub in de hoofdstad Manama. De club speelt anno 2020 in Bahreinse Premier League.

## Erelijst
- Premier League : 1969, 1972, 1977, 1996, 2010 (5x)
- Bahrein Second Division : 2015 (1x)
- Bahrein King's Cup : 1960, 1968, 1977, 1982, 1987, 1991, 2001, 2003 (8x)

## Bekende (ex-)spelers
- Mehmed Alispahić
- Jeremias Carlos David

Al-Ahli · Al Hala · Al-Hidd · Al-Shabab · Al-Muharraq · Al-Najma · Al-Riffa SC · Busaiteen · East Riffa · Manama